# Бібліотека № 11 (Київ, Подільський район)
Бібліотека № 11 Подільського району м.Києва.

## Адреса
04136 м.Київ, вул. Івана Виговського, 20-А

## Характеристика
Площа приміщення бібліотеки - 361,4 м², бібліотечний фонд - 46,9 тис. примірників. Щорічно обслуговує 5,4 тис. користувачів, кількість відвідувань за рік - 35,3 тис., документрвидач - 121,2 тис. примірників.

## Історія бібліотеки
Заснована у 1963 році. Обслуговує користувачів усіх вікових категорій.
До 2008 року при бібліотеці працював відділ по обслуговуванню дітей.
З 2008 року, в зв’язку зі зменшенням площі приміщення, бібліотека набула статусу універсальної публічної бібліотеки.
Комплектується літературою та обслуговує всі вікові категорії, включаючи малюків.
Бібліотека щороку влаштовує благодійні літературно-музичні вечори до Дня людей похилого віку. Плідно співпрацює з районним центром зайнятості, організовуючи заходи за участю фахівців центру для читачів, які втратили роботу. Проводить цікаві дитячі ранки, літературно-мистецькі години для маленьких мешканців мікрорайону.
Надаються послуги ВСО і МБА.